# امامزاده قاسم و ابراهیم لسبو
امامزاده قاسم و ابراهیم لسبو مربوط به دوره قاجار است و در شهرستان رودسر، بخش رحیم آباد، روستای لسبو واقع شده و این اثر در تاریخ ۲۷ بهمن ۱۳۸۲ با شمارهٔ ثبت ۱۰۹۶۵ به‌عنوان یکی از آثار ملی ایران به ثبت رسیده است.